# Locknekratern
Locknekratern är en nedslagskrater som uppkom för 458 miljoner år sedan då Storsjöbygden i Jämtland låg 500 meter under havets yta. 
En mycket stor meteorit slog då ned i havet just på den plats där Locknesjön idag är belägen. Den kom med en hastighet av 54.000 km/tim och vägde 300 miljoner ton. Nedslaget blev våldsamt, och en vattenmängd motsvarande tre gånger Storsjöns spolades bort. När vattnet störtade tillbaka i kratern bildades en kilometerhög vattenvåg, en tsunami. Meteoritkratern kring Lockne är mycket välbevarad. 16 km sydväst om Locknesjön finns Målingenkratern. Båda nedslagen är av metoriter med ett ursprung i asteroidbältet. Asteroiden splittrades, kom ur kurs, och en del kom på kollisionskurs med jorden och vid inträdet i atmosfären bröts den i två delar. Den större med en uppskattad storlek av 600 meter orsakade Locknekratern, medan den mindre delen med en storlek av 250 meter orsakade Målingenkratern. Strax norr om området hittades Brunflometeoriten (ett av få meteoritfynd i Sverige), som rankas som ett av de äldsta meteoritfynden på jorden.

## Locknekratern Meteoritcenter
Locknekratern Metoritcenter är ett museum i Ångsta som invigdes den 11 juni 2006, vars tema kretsar kring det meteoritnedslag som för 455 miljoner år sedan skapade Locknekratern och formade omgivningen runtomkring.
Meteoritcenter har en utställning av olika slags mineral och bergarter med anknytning till Locknekratern. En filmvisning som återskapar meteoritnedslaget blev en av huvudattraktionerna i museet. Sedan starten 2006 har flera nyheter tillkommit. Numera har museet ett kafé, en butik, samt flera olika stationer inne i själva museiavdelningen, däribland en grotta, främst avsedd för yngre.
Sommaren år 2011 tillkom en helt ny berg- och mineralutställning på andra våningen, kallad "Ögonfröjd".